# Vesslunda naturreservat
Vesslunda är ett naturreservat i Eftra socken i Falkenbergs kommun i Halland.
Reservatet är beläget vid Suseåns mynning i Kattegatt. Det består av ett strandlandskap där det under 1900-talet på vissa delar planterats tall. Området är 35,5 hektar stort, ägs av Naturvårdsverket och är skyddat sedan 1974.